# 沒有出口的海
《沒有出口的海》是一部以横山秀夫的同名小說改編而成的日本電影，劇中描述二戰時回天特別攻擊隊的年輕人出擊的想法與心境。

## 大綱
甲子園的優勝投手・並木浩二，上大學後因為肩膀受傷無法再投出最自豪的球速，轉而希望用名為「魔球」的自創變化球重回球場。但當時太平洋戰爭爆發，日本軍於太平洋戰爭的中途島戰役中戰敗，而戰況急轉直下。
昭和18年10月，學生徵兵延期將取消時，並木学徒出陣。與親友以及愛人告別的並木加入了海軍自願役，在那邊有與他一樣，下定決心為了守護心愛的人而戰的年輕人們。日本戰敗的氣息是日漸濃厚，日本海軍決定啟用兵器 - 回天。以搭乘回天自殺攻擊的方式，一命換一敵艦的終極任務。年輕人們搭乘潛水艇潛入海中，然而終於到了出擊的時刻。

## 登場人物
- 並木浩二 - 市川海老藏 (十一代目)：海軍少尉 / 回天駕駛。明治大學棒球隊投手
- 北勝也 - 伊勢谷友介：海軍中尉 / 回天駕駛。明治大學田徑隊
- 鳴海美奈子 - 上野樹里：並木的戀人
- 伊藤伸夫 - 塩谷瞬：回天隊技師
- 佐久間安吉 - 柏原収史：回天駕駛
- 沖田寛之 - 伊崎充則：回天駕駛
- 小畑聡 - 黒田勇樹：明治大學棒球隊經理
- 剛原力 - 平山広行：明治大學棒球隊捕手
- 並木幸代 - 尾高杏奈：並木的妹妹
- 馬場大尉 - 永島敏行：光基地前任將校
- 戸田航海長 - 田中実：伊號潛艦航海長
- 剣崎中尉 - 高橋和也：光基地将校
- 佐藤校長 - 平泉成：久里浜対潜学校司令
- 鹿島艦長 - 香川照之：伊號潛艦艦長
- 並木光江 - 古手川祐子：並木的母親
- 並木俊信 - 三浦友和：並木的父親

## 與原作的相異處
- 並木故障的原因沒有紀錄
- 咖啡店的店長、剛原力、小畑聡與原作相比角色不明顯
- 原作中並木他們是就讀"A大學"而非明治大學

## 外部連結
- 官方網站